# Нікая (буддизм)
Ніка (палі nikāya) — слово, що означає «том». Часто використовується, подібно до слова агама (санскр. āgama), для позначення «збірка», «сукупність», «клас» або «група» як на палі, так і на санскриті. Здебільшого застосовують щодо палійських буддійських текстів Трипітаки, а саме Сутта-пітаки, Віная-пітаки та Абгідгамма-пітаки. Також ним позначають чернечі ордени, що іноді перекладають як «чернече братство».
У сучасній науці для позначення ранніх буддійських шкіл іноді використовують термін буддизм нікай.

## Збірки текстів
У Палійському каноні, зокрема, в «Кошику настанов» або Сута-Пітаці, значення слова нікая приблизно еквівалентне слову збірка і використовується для опису груп настанов відповідно до теми, довжини або інших категорій. Наприклад, Сутта-пітаку розділено на п'ять нікай:
- Дігха-нікая[en], збірка довгих (палі dīgha) настанов
- Мадджхіма-нікая, збірка настанов середньої довжини (палі majjhima)
- Сам'ютта-нікая[en], зібрання тематично пов'язаних (палі samyutta) настанов
- Ангуттара-нікая, «поступова збірка», настанови, згруповані за змістом
- Кхуддака-нікая[en], «другорядна збірка».

В інших ранніх буддійських школах замість терміна нікая використовували альтернативний термін агама. Таким чином, буддисти Махаяни називають не-махаянську частину санскр. Sutra Piṭakas агамами. Агами збереглися здебільшого тільки в класичному тибетському та китайському перекладах. Вони тісно пов'язані з палійськими нікаями.

## Чернечі ордени
Серед народів Тхеравади в Південно-Східній Азії та Шрі-Ланці словом нікая позначають чернечий орден чи лінію; ці спільноти також іноді називають «чернечими братствами». Серед груп ченців нікаї можуть утворюватися в результаті королівського або державного патронажу (наприклад, Дгаммаюттіка Нікая в Таїланді), на основі національного походження їхньої лінії посвяти (Сіам Нікая на Шрі-Ланці), через відмінності в інтерпретації чернечого кодексу або з інших причин (наприклад, Амарапура Нікая з'явилася на Шрі-Ланці як реакція на кастові обмеження у Сіам Нікаї). В рамках Тхеравади ці поділи не піднімаються до рівня утворення окремих сект, тому що вони, зазвичай, не дотримуються різних доктрин чи чернечих кодексів, крім того, вони не поширюються на мирян.
У Бірмі чернечі ордени-нікаї виникли у відповідь на відносну консервативність в інтерпретації Вінаї. Від 1980 року появи нових нікай не дозволено і нині в Бірмі, відповідно до Закону 1990 року про організації санґгі, існує дев'ять офіційно визнаних чернечих орденів. Найбільший із них — Тхудгамма Нікая, заснований у 1800-х роках за часів династії Конбаун.